# Gare de Quarreux
La gare de Quarreux est une gare ferroviaire belge fermée de la ligne 42, de Rivage à Gouvy-frontière, située près du hameau de Quarreux dans la commune de Stoumont, en Région wallonne dans la province de Liège.
Elle est mise en service en 1885 par les Chemins de fer de l'État belge et ferme en 1984.

## Situation ferroviaire
La gare de Quarreux est située au point kilométrique (PK) 17,00 de la ligne de Rivage à Gouvy-frontière (ligne 42), entre les gares de Nonceveux et Lorcé-Chevron (
fermées).

## Histoire
La station des Quarreux est mise en service 20 janvier 1885 par les Chemins de fer de l'État belge, lorsqu'ils ouvrent à l'exploitation la section de Rivage à Stoumont de la ligne de l’Amblève.
La gare donne accès à la vallée de l'Amblève, non loin du site pittoresque du fond des Quarreux. Elle est dotée d'un bâtiment des recettes avec une salle des guichets pour les voyageurs et une pour les colis. Du temps où la ligne était à une seule voie, une voie d'évitement permettait aux trains de s'y croiser.
À la suite du Plan IC-IR, la gare ferme à tous trafics le 3 juin 1984.

## Patrimoine ferroviaire
Il n'y a plus de trace des bâtiments, des quais et de la seconde voie à Quarreux.
Le bâtiment des recettes correspond à un plan-type bâti en dix exemplaires uniquement sur la ligne de l'Amblève. Doté d'une façade en pierre issue des carrières voisines agrémentée de pierre bleue, il possède une aile basse de 7 travées disposée à droite du corps de logis. Ceux des gares de Stoumont et de Liotte sont en tout point semblables ; ce dernier existe toujours en 2022.
Une marquise métallique à bords arrondis était accolée aux 5 travées concernées par le service des voyageurs et un abri de quai, également disparu, occupait le quai opposé.